# A' Katīgoria 1993-1994
L'edizione 1993-1994 della A' Katīgoria fu la 55ª del massimo campionato cipriota; vide la vittoria finale dell'Apollōn Limassol, che conquistò il suo secondo titolo.
Capocannoniere del torneo fu Siniša Gogić dell'Anorthōsis con 26 reti.

## Formula
Le 14 squadre partecipanti hanno disputato il campionato secondo il classico sistema di andata e ritorno, per un totale di 26 giornate. Le ultime tre classificate furono retrocesse in Seconda Divisione.

## Classifica finale
|  |    | Classifica finale   | G  | V  | N | P  | GF | GS | DR  | Punti |
|  | -- | ------------------- | -- | -- | - | -- | -- | -- | --- | ----- |
|  | 1  | Apollōn Limassol    | 26 | 20 | 3 | 3  | 66 | 23 | +43 | 63    |
|  | 2  | Anorthōsis          | 26 | 18 | 7 | 1  | 67 | 16 | +51 | 61    |
|  | 3  | APOEL               | 26 | 17 | 5 | 4  | 64 | 25 | +39 | 56    |
|  | 4  | Omonia (C)(CC)      | 26 | 16 | 4 | 6  | 77 | 33 | +44 | 52    |
|  | 5  | Ethnikos Achnas     | 26 | 15 | 2 | 9  | 45 | 40 | +5  | 47    |
|  | 6  | AEL Limassol        | 26 | 12 | 4 | 10 | 43 | 47 | -4  | 40    |
|  | 7  | EN Paralimni        | 26 | 9  | 7 | 10 | 34 | 34 | +0  | 34    |
|  | 8  | Pezoporikos Larnaca | 26 | 10 | 4 | 12 | 34 | 36 | -2  | 34    |
|  | 9  | Nea Salamis         | 26 | 8  | 8 | 10 | 32 | 31 | +1  | 32    |
|  | 10 | Omonia Aradippou    | 26 | 8  | 5 | 13 | 29 | 49 | -20 | 29    |
|  | 11 | Olympiakos Nicosia  | 26 | 8  | 3 | 15 | 36 | 51 | -15 | 27    |
|  | 12 | EPA Larnaca         | 26 | 7  | 2 | 17 | 30 | 53 | -23 | 23    |
|  | 13 | Evagoras Paphou     | 26 | 2  | 5 | 19 | 15 | 65 | -50 | 11    |
|  | 14 | APEP Pitsilia       | 26 | 2  | 1 | 23 | 20 | 89 | -69 | 3     |

G = Partite giocate; V = Vittorie; N = Nulle/Pareggi; P = Perse; GF = Goal fatti; GS = Goal subiti; DR = Differenza reti.
- (C): Campione nella stagione precedente
- (CC): Vince la Coppa di Cipro

### Verdetti
- Apollon Limassol Campione di Cipro 1993-94.
- APEP Pitsilia, EPA Larnaca[2]  e Evagoras Paphos retrocesse in Seconda Divisione.

### Qualificazioni alle Coppe europee
- Coppa UEFA 1994-1995: Apollon Limassol e Anorthosis qualificati al turno preliminare.
- Coppa delle Coppe 1994-1995: Omonia qualificato al turno preliminare.